# Albert von Maybach

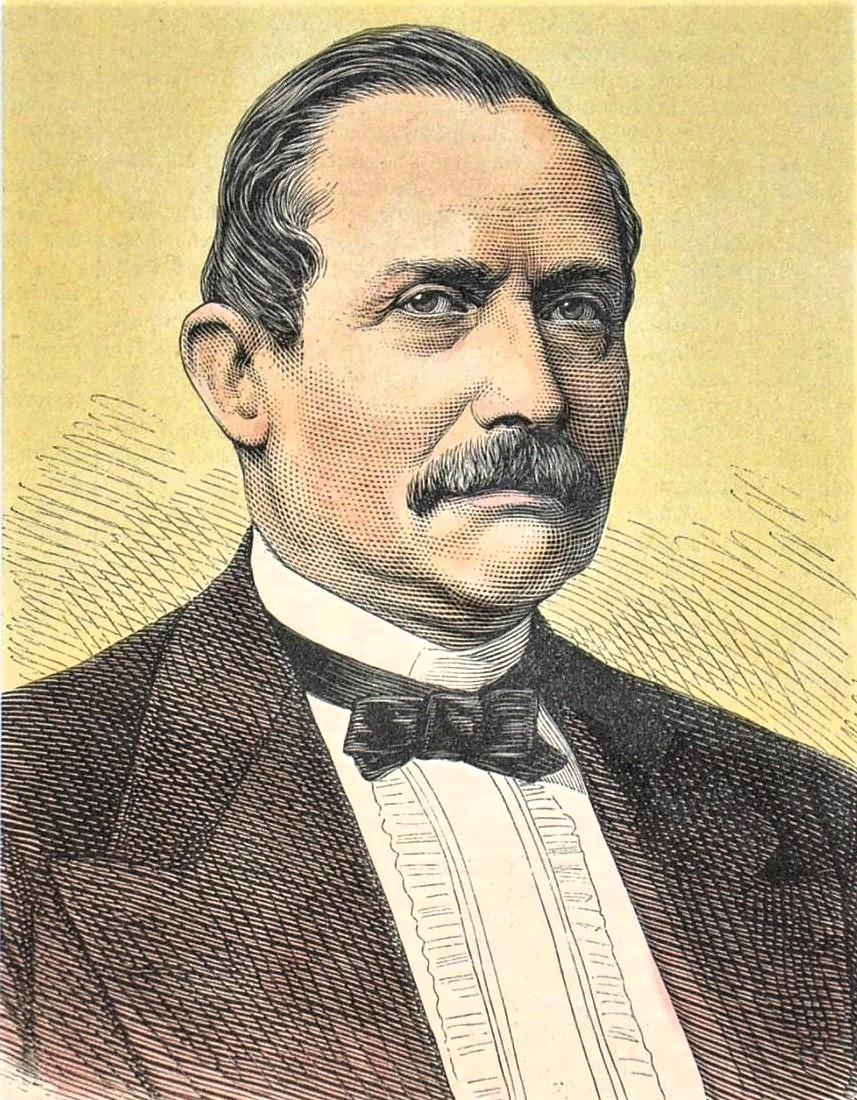
Albert von Maybach (1877)

Arnold Heinrich Albert Maybach, ab 1888 von Maybach, (* 29. November 1822 auf Gut Abdinghof bei Werne (Westfalen); † 21. Januar 1904 in Charlottenburg bei Berlin) war ein deutscher Jurist und Minister im Königreich Preußen.

## Leben
Albert von Maybach war Sohn des Bürgermeisters von Werne, Friedrich Maybach (1776–1841; Bürgermeister: 1820–1836) und dessen Frau Johanna Helena geb. Homann. Die Familie war römisch-katholisch.
Maybach besuchte das Gymnasium Petrinum Recklinghausen und studierte Rechts- und Staatswissenschaften in Bonn, Heidelberg und Berlin. Seit 1842 war er Mitglied des Corps Hansea Bonn (I). Er trat 1847 als Referendar in den preußischen Justizdienst. 1850 wurde er Gerichtsassessor und 1852 Kreisrichter in Hagen. 1854 wechselte er in die preußische Eisenbahnverwaltung. Da von römisch-katholischer Konfession, eröffneten sich ihm dort ganz andere Perspektiven als in der traditionellen Verwaltung, die in Preußen noch lange von Evangelischen und Adeligen dominiert wurde.

### Eisenbahnverwaltung
Er begann seine „Eisenbahnkarriere“ bei der Königlichen Eisenbahndirektion der Ostbahn in Bromberg als Regierungsassessor. Die Preußische Ostbahn war damals mit 662 km Streckenlänge die größte preußische Staatsbahn. Bereits 1855 wurde er als Staatskommissar der Oberschlesischen Eisenbahn eingesetzt. Nachdem er dort wirtschaftliche Manipulationen zu Ungunsten des Staates feststellte, drängte er bei dem zuständigen Minister, August von der Heydt, auf die Verstaatlichung der Bahn, die dann 1856 zwar nicht verstaatlicht, deren Betrieb aber von der Staatsbahn übernommen wurde. Die Verwaltung der Bahn erfolgte nun durch die neu gegründete Eisenbahndirektion Breslau, deren erster Direktor Maybach wurde.
Dies ebnete ihm seinen Weg ins Preußische Handelsministerium, wohin er 1858 als Vortragender Rat mit dem Titel eines „Geheimen Oberregierungsrates“ unter dem Minister August von der Heydt wechselte. Hier war er vor allem damit beschäftigt, die finanzielle Unordnung der Rhein-Nahe-Eisenbahn-Gesellschaft in den Griff zu bekommen. Dabei entwickelte er sich zunehmend zu einem Befürworter eines ausschließlich auf Staatsbahnen gründenden Eisenbahnsystems. Er setzte sich damit in Gegensatz zu dem neuen Handelsminister Graf Heinrich Friedrich von Itzenplitz, der zumindest ein gemischtes System befürwortete, aber große Sympathien für privat finanzierte Eisenbahnunternehmen hegte.
Als Preußen nach dem Deutschen Krieg das Königreich Hannover annektierte, wurde aus dessen zentraler Staatsbahnverwaltung die Königlich Preußische Eisenbahndirektion Hannover gebildet und Maybach als deren erster Direktor zum 1. März 1867 dorthin versetzt. Als Graf von Itzenplitz schließlich 1873 über den Eisenbahnskandal um den „Eisenbahnkönig“ Bethel Henry Strousberg stürzte, wurde Maybach wieder nach Berlin zurück berufen, um die Aufsicht über die Privatbahnen im Handelsministerium zu leiten. Nach dem Rücktritt von Friedrich-Wilhelm Scheele wurde er auf Betreiben Otto von Bismarcks zum zweiten Leiter des im Jahr zuvor gegründeten Reichseisenbahnamts ernannt. Bismarcks Projekt, die wichtigsten Eisenbahngesellschaften für das Reich zu erwerben, scheiterte indes am Widerspruch der Länder. Ebenso wurde der 1875 von Maybach dem Bundesrat vorgelegte Entwurf eines Reichseisenbahngesetzes dort abgelehnt. Maybach hatte kein Interesse mehr an einer Behörde, die kaum Kompetenzen hatte. Allerdings wechselte er nicht in die Privatwirtschaft – so lag etwa ein Angebot an ihn von Alfred Krupp vor –, sondern kehrte als Unterstaatssekretär in das Handelsministerium zurück. 1878 schied Handelsminister Heinrich von Achenbach, der in Personalunion zugleich Minister der öffentlichen Arbeiten war, aus und Maybach wurde am 30. März 1878 in beiden Funktionen sein Nachfolger.

### Minister

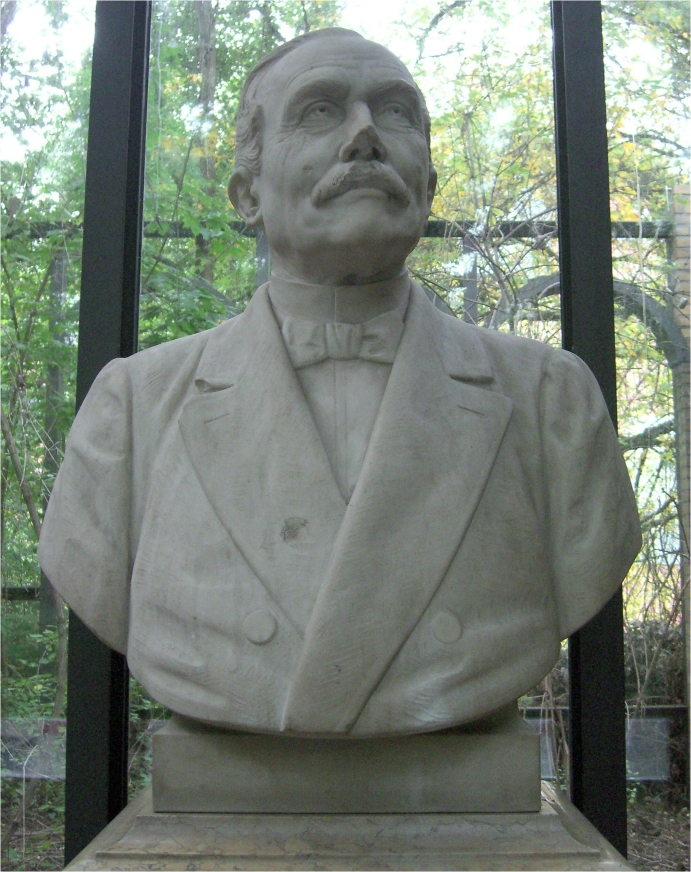
Albert von Maybach-Büste, von Martin Götze

1879 wurde die Personalunion zwischen beiden Ministerien aufgehoben und Maybach verblieb das Ministerium für öffentliche Arbeiten. Maybach war dort auch für die Preußischen Staatseisenbahnen zuständig. Zugleich war er Chef des Reichsamtes für die Verwaltung der Reichseisenbahnen in Elsaß-Lothringen. Als Minister betrieb er nun zusammen mit Otto von Bismarck die Verstaatlichung der Eisenbahnen in Preußen. Diese organisierte er weitestgehend als Ankauf. Zum einen kaufte der Staat direkt Aktien der Bahngesellschaften. Zum anderen drohte er, Konzession für konkurrierende Bahnstrecken zu vergeben und mit Tarif-Dumping. Damit bewegte er Aktionäre, ihre Aktien gegen Staatsanleihen zu tauschen. Als Maybach 1890 aus dem Amt ausschied, hatte Preußen 14.056 km Bahnstrecken für 2,8 Mrd. Mark gekauft. Im Jahr nach Maybachs Ausscheiden erwirtschafteten die preußischen Staatsbahnen einen Gewinn von 318 Mio. Mark, was einer Verzinsung von mehr als 10 % entspricht. Bei seinem Ausscheiden aus dem Staatsdienst war das reine Staatsbahnsystem in Preußen im Wesentlichen eingeführt und die von ihm eingeleitete Reform der Verwaltung des preußischen Staatsbahnnetzes abgeschlossen.
Kurz nach dem Regierungsantritt Kaiser Wilhelm II. 1888 kam es zu einem Zwischenfall zwischen Kaiser und Maybach, weil Majestät den Minister dafür kritisierte, dass ein Zugpersonal sich geweigert hatte, Sicherheitsvorschriften zu verletzen, um es einigen Mitgliedern des Hofstaates, die die Abfahrt des Hofzuges verpasst hatten, zu ermöglichen, dem Zug auf einer bereitgehaltenen Ersatzlokomotive in den durch den Hofzug noch besetzten Blockabschnitt zu folgen. Nur durch Vermittlung von Bismarck blieb Maybach im Amt.

### Politik
1882–1888 und 1890–1893 war Maybach Mitglied des Preußischen Abgeordnetenhauses, wo er sich keiner Fraktion anschloss.

## Ehrungen

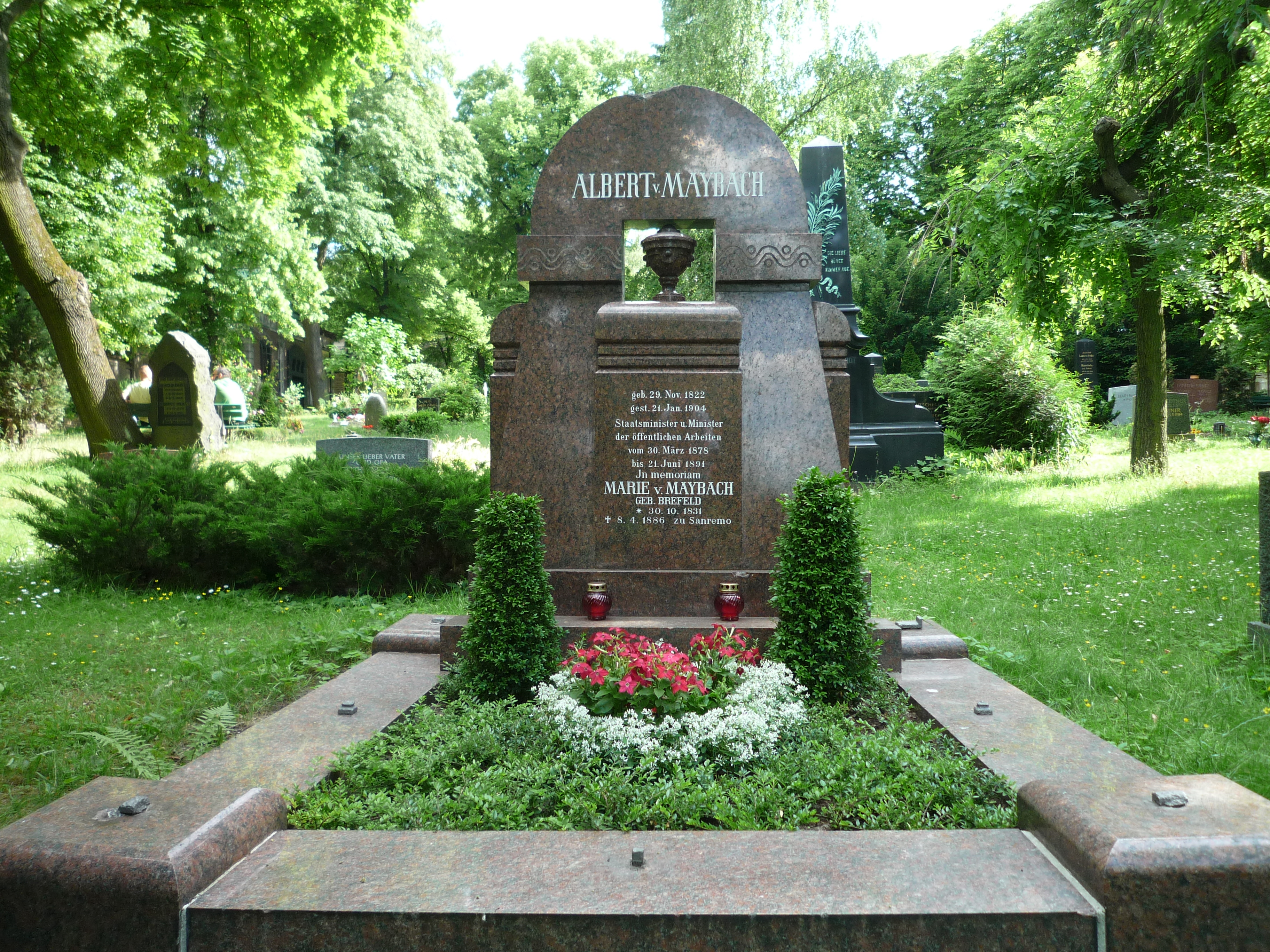
Albert von Maybachs Grabstätte auf dem alten St.-Matthäus-Kirchhof Berlin (Abt. H)

Albert von Maybach war Ehrenbürger von Bromberg und ist Ehrenbürger seines Geburtsortes Werne. Er war Inhaber folgender Orden:
Deutschland
- Hausorden Albrechts des Bären (Herzogtum Anhalt)
- Orden vom Zähringer Löwen, Großkreuz (Großherzogtum Baden)
- Zivilverdienstorden der Bayerischen Krone, Großkreuz
- Orden Heinrichs des Löwen, Großkreuz (Herzogtum Braunschweig)
- Großherzoglich Hessischer Ludwigsorden, Großkreuz (Großherzogtum Hessen)
- Fürstlich Lippischer Hausorden, 1. Klasse mit goldener Krone
- Hausorden der Wendischen Krone mit Krone in Gold (Großherzogtum Mecklenburg-Schwerin, Großherzogtum Mecklenburg-Strelitz)
- Oldenburgischer Haus- und Verdienstorden des Herzogs Peter Friedrich Ludwig mit goldener Krone und Kette (Großherzogtum Oldenburg)
- Schwarzer Adlerorden mit Kette (Königreich Preußen)
- Königlicher Hausorden von Hohenzollern, Kreuz der Groß-Komture (Königreich Preußen)
- Albrechts-Orden, Großkreuz (Königreich Sachsen)
- Hausorden vom Weißen Falken, Großkreuz (Großherzogtum Sachsen-Weimar-Eisenach)
- Herzoglich Sachsen-Ernestinischer Hausorden, Großkreuz (Herzogtum Sachsen-Altenburg, Herzogtum Sachsen-Coburg und Gotha und Herzogtum Sachsen-Meiningen)
- Ehrenkreuz von Schwarzburg, Ehrenkreuz 1. Klasse
- Verdienstorden (Waldeck), 1. Klasse
- Orden der Württembergischen Krone, Großkreuz

Übrige Staaten
- Offizier der französischen Ehrenlegion
- Komtur vom Orden der Eichenkrone, (Großherzogtum Luxemburg)
- Orden vom Niederländischen Löwen, Großkreuz (Königreich der Niederlande)
- Orden der Eisernen Krone, 1. Klasse (Österreich)
- Alexander-Newski-Orden (Kaiserreich Russland)
- Russischer Orden der Heiligen Anna, 1. Klasse (Kaiserreich Russland)
- Kommandeur des Großkreuzes des Nordstern-Ordens (Königreich Schweden)

1888 wurde er in den Adelsstand erhoben und trug seither den Namen Albert von Maybach.
Albert von Maybach starb am 21. Januar 1904 an einem Schlaganfall. Beigesetzt wurde er auf dem Alten St.-Matthäus-Kirchhof in (Berlin-)Schöneberg, das Grabmal ist erhalten. Hier befand sich auch die Grabstätte seiner Tochter Helene und deren Ehemanns Robert Hausmann, die jedoch eingeebnet wurde. Am Grabmal Maybach gibt es eine Erinnerungs-Inschrift für seine nicht hier beigesetzte Ehefrau Marie geb. Brefeld (1831–1886). Sein Grab war von 1987 bis 2009 als Ehrengrab der Stadt Berlin gewidmet.
Nach Maybach wurden Schulen, Straßen und Plätze benannt, wie z. B. die Maybachstraße in Kiel-Gaarden-Süd. Auch die Grube Maybach im gleichnamigen Stadtteil von Friedrichsthal im Saarland erhielt 1882 den Namen des preußischen Ministers der öffentlichen Arbeiten. In der Umgebung seines Wirkungsorts Berlin wurde 1883/84 ein Platz nach ihm benannt und wegen seiner Zuständigkeit für Wasserstraßen das Maybachufer am Landwehrkanal in Rixdorf.